# عازف القيثار المسن (لوحة)
عازف القيثار المُسن (بالإنجليزية: The Old Guitarist) هي لوحة زيتية رسمها بابلو بيكاسو تم إنشاؤها في أوائل عام 1903- وأواخر عام 1904 . والتي رسمها في مدريد عام 1903، وقد حجزت لنفسها مقعدًا وثيرًا في قوائم أشهر اللوحات في التاريخ منذ عرضها للجمهور للمرة الأولى  وهي معروضة حاليًا في معهد شيكاغو للفنون كجزء من مجموعة هيلين بيرش بارتليت التذكارية.
في وقت إنشاء عازف القيثارة المسن، اندمجت الحداثة والانطباعية والرمزية وخلقت حركة شاملة تسمى «التعبيرية» التي أثرت تأثيرًا كبيرًا على أسلوب بيكاسو. وعلاوة على ذلك، أثَّرَ إل غريكو، ومستوى المعيشة الضعيف لبيكاسو، وانتحار صديق عزيز على أسلوب بيكاسو في ذلك الوقت الذي أصبح يعرف باسم الحقبة الزرقاء.  عُدّة صور بالأشعة السينية، صور الأشعة تحت الحمراء والامتحانات من قبل القيمين كشف ثلاثة شخصيات مختلفة مخبأة وراء عازف القيثار المُسن.
واللوحة عبارة عن لاعب غيتار مُسن، وربما أعمى، يرتدي ملابس بالية، يجلس في فضاء قاتم، ويضم إليه آلة غيتار. وهي إحدى أشهر لوحات الفترة الزرقاء. لأنها كانت تُسلّط الضوء على المعاناة النفسية والمادية، وربُما العقلية، في حياة المبدعين. وكثيراً ما يُنظر لعازف الكمان المُسن باعتباره انعكاسًا لكاسيغماس ذاته، رغم أنه انتحر شابا.

## الفترة الزرقاء
في ذلك الوقت، بعد أن تخلى عن تعليمه الكلاسيكي والتقليدي والبحث عن الشهرة، انتقل بيكاسو وصديقه كارلوس كازاجماس إلى باريس. بعد سنة، أصبح كازاجماس بائس ميؤوس منه من قصة حب فاشلة وانتحر. كان بيكاسو متأثرًا جدًا بهذا الحدث وسرعان ما كان مكتئباً ومهزولًا. بالإضافة إلى ذلك، كان بيكاسو سيئة للغاية. جعله فقره يتعرف ويتعلق بالمتسولين والبغايا وغيرهم من المنبوذين في المجتمع. 
كانت هذه الأحداث والظروف هي الحافز لبداية فترة بيكاسو الزرقاء التي استمرت من عام 1901 إلى عام 1904. تم تحديد الفترة الزرقاء من خلال المسطحات المسطحة من البلوز والرماديين والسود، والشخصيات الكئيبة المفقودة في التأمل، والمأساة العميقة والكبيرة. بعد الفترة الزرقاء جاءت فترة الوردية، وفي النهاية الحركة التكعيبية التي أسسها بيكاسو. 

## تحليل
تم اختيار العناصر في عازف الجيتار المُسن بعناية لتوليد رد فعل من المشاهد. على سبيل المثال، يخلق مخطط الألوان أحادي اللون أشكالًا مستوية ثنائية الأبعاد تفصل عازف القيثار عن الزمان والمكان. بالإضافة إلى ذلك، تخلق اللوحة الزرقاء الصامتة عمومًا نغمة عامة للحزن وتؤكد على الموضوع المأساوي والحزين. الاستخدام الوحيد لنفط على لوحة يسبب مزاجا أكثر قتامة وأكثر مسرحية. يميل الزيت إلى مزج الألوان معًا دون تقليل درجة السطوع، مما يؤدي إلى تكوين تركيبة أكثر ترابطًا.
وعلاوة على ذلك، فإن عازف القيثار، رغم أنه عضلي، لا يُظهر أي إشارة للحياة ويبدو وكأنه قريب من الموت، مما يعني القليل من الراحة في العالم ويزيد من بؤس حالته. يتم التخلص من التفاصيل والتلاعب بالمقياس لخلق أبعاد متناسقة وأنيقة مع تكثيف التأمل الصامت لعازف القيثار وإحساس بالروحانية. الغيتار الكبير البني هو التحول الكبير الوحيد في اللون الموجود في اللوحة.  لونها البني الباهت، بارز على خلفية زرقاء، يصبح المركز والتركيز. يأتي الإيتار لتمثيل عالم عازف القيثار والأمل الوحيد للبقاء على قيد الحياة. هذا الموضوع الأعمى والفقير يعتمد على غيتاره والدخل الصغير الذي يمكنه كسبه من موسيقاه من أجل البقاء. يعتقد بعض مؤرخي الفن أن هذه اللوحة تعبر عن الحياة الانفرادية لفنان والنضالات الطبيعية التي تأتي مع المهنة. لذلك، تصبح الموسيقى، أو الفن، عبئا وقوة تنفر من عزلة الفنانين عن العالم. ومع ذلك، على الرغم من العزلة، يعتمد عازف القيثار (الفنان) على بقية المجتمع من أجل البقاء. كل هذه المشاعر تعكس مأزق بيكاسو في ذلك الوقت وانتقاده لحالة المجتمع. يصبح عازف القيثارة المُسن رمزا للوجود الإنساني. 
قدم بول مارياني، كاتب سيرة حياة ولاس ستيفنز، تحليله للوحة كنقطة مقابلة للاعتراضات التي أثارها ستيفنز بشأن أصل قصيدته الخاصة بعنوان «الرجل ذو القيثار الأزرق»، على الرغم من رفضه المتكرر له، يبدو أن ستيفنز ضع في اعتبارك لوحة خاصة: بيكاسو 1903، عازف الجيتار المُسن، الذي يصور رجلاً عجوزاً ذو شعر أبيض ولحية يجلس مشوهة ومتصالب الساقين أثناء عزفه على الإيتار، وإذا حاول بيكاسو تصوير عالم الفقر والبؤس الشديد، كان ذلك بسبب محنته الخاصة كفنان شاب ناضل في برشلونة، حيث رسم العديد من الصور بما في ذلك هذه الصورة، للفقراء.اللوحة تكاد تكون كاملة في البلوز الزرقاء والزرقاء السود، باستثناء القيثار نفسه، تم رسمه بلون أسمر أكثر بقليل، فالرجل أعمى، لكنه لم يعد يرى العالم من حوله، وهو يرى بشكل أعمق في الواقع في الداخل ".
في عازف القيثارة المُسن، قد يكون بيكاسو قد رسم على لوحةالأمل (1886) لجورج فريدريك واتس، والتي تصور بالمثل موسيقيًا بلا حواف، يتسم بالحيوية وشكل زاوي مشوه ونغمة زرقاء.

## اكتشافات الأشعة تحت الحمراء

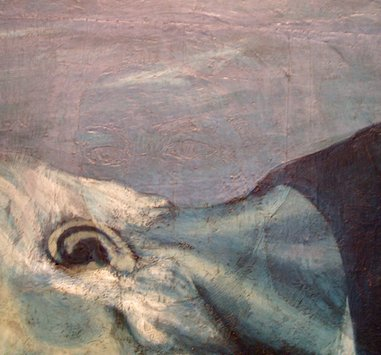
التفاصيل تطهر صورة تحتها

وجدت صور الأشعة السينية الأخيرة والفحوصات التي أجراها أمناء المتحف ثلاث شخصيات تتنظر خلف جسد عازف القيثارة المُسن. الأرقام الثلاثة هي امرأة عجوز رافعة رأسها إلى الأمام، وشابة مع طفل صغير راكع بجانبها، وحيوان على الجانب الأيمن من اللوحة. على الرغم من الصور غير الواضحة في المناطق الهامة من اللوحة، قرر الخبراء أنه يوجد على الأقل لوحتين مختلفتين تحت عازف القيثارة المُسن.
في عام 1998، استخدم الباحثون كاميرا الأشعة تحت الحمراء لاختراق الطبقة العليا من الطلاء (تكوين عازف القيثارة المُسن) ورأوا بوضوح التركيب الثاني. باستخدام هذه الكاميرا، تمكن الباحثون من اكتشاف أم شابة تجلس في وسط التكوين، وتواصل مع ذراعها اليسرى إلى طفلها الركوع على يمينها، وعجل أو غنم على الجانب الأيسر من الأم. تعرف المرأة الشابة بشعرها الداكن الطويل وتعبيرها المدروس.
قام معهد شيكاغو للفنون بمشاركة صور الأشعة تحت الحمراء مع متحف كليفلاند للفنون والمعرض الوطني للفنون في واشنطن العاصمة، حيث قام المنسق ويليام روبنسون بتعريف رسم بيكاسو أرسله لصديقه ماكس جاكوب في رسالة. وكشفت عن نفس تكوين الأم والطفل، ولكن كان لها بقرة تلعق رأس عجل صغير. في رسالة إلى جاكوب، يكشف بيكاسو عن أنه كان يرسم هذا التكوين قبل بضعة أشهر من بداية عازف القيثار المُسن. وعلى الرغم من هذه الاكتشافات، فإن السبب الذي جعل بيكاسو لم يكمل التركيبة مع الأم والطفل، وكيف أن المرأة الأكبر سنا المجهزة في تاريخ اللوحة، تظل غير معروفة.

## انظر ايضاً
- بابلو بيكاسو
- رسم

## وصلات خارجية
- Picasso's Blue Period
- The Art Institute of Chicago: Revealing Picasso Conservation Project
- Biography of Pablo Picasso
- The Old Guitarist, Art-Historical Research, Art Institute of Chicago